# Burrotaxi

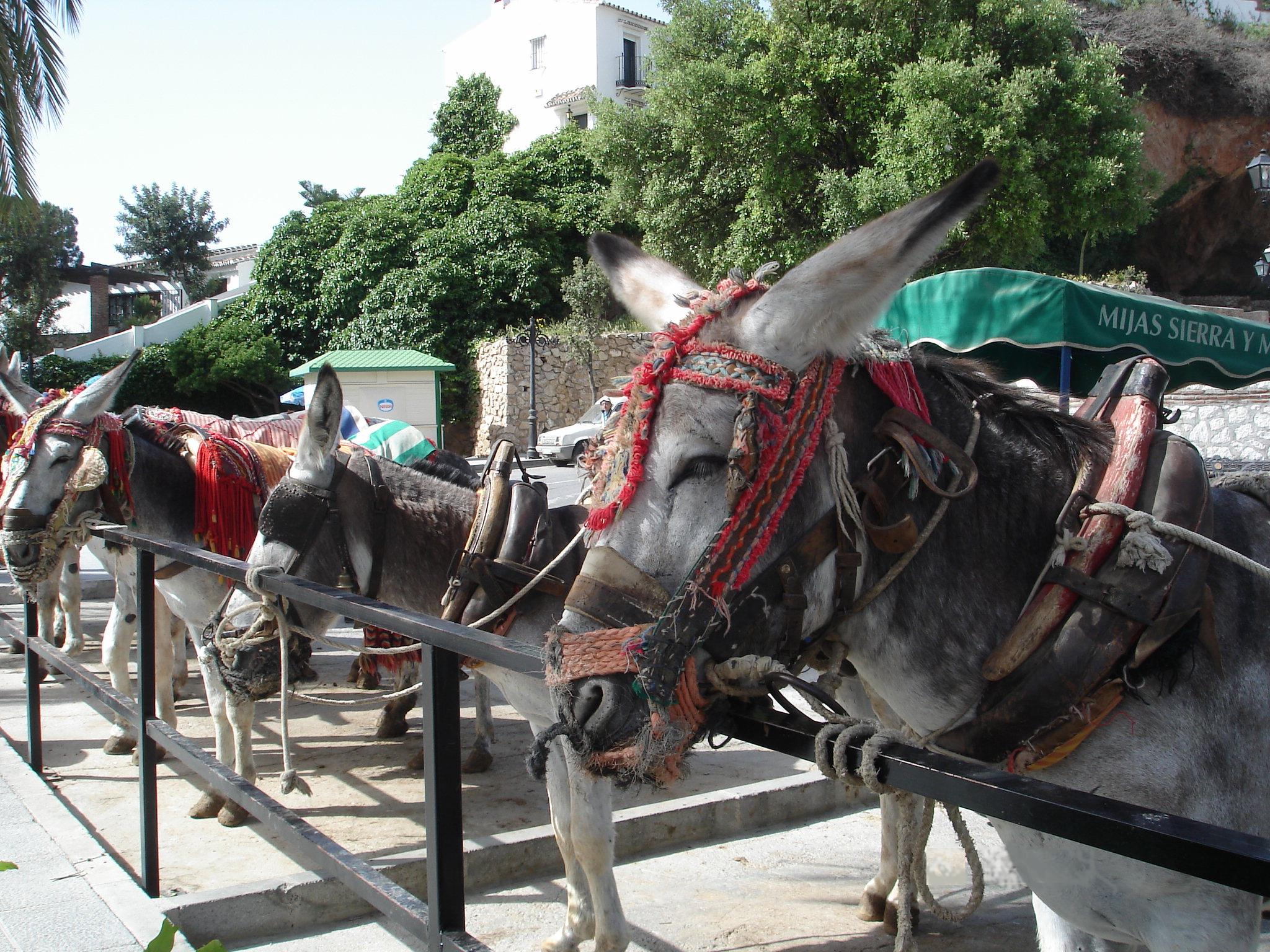
Burrotaxi típico de Mijas

Burrotaxi é um singular e original transporte utilizado no município espanhol de Mijas, província de Málaga nas costas de um burro que faz rotas turísticas pela referida localidade.
Não se sabe a sua origem, talvez a escassez de transportes rodoviários na localidade, quando o turismo se começou a desenvolver por toda a região de Costa del Sol, onde está inserida Mijas.
Em 2019 foram definidas novas regras que têm em conta os direitos e o bem-estar dos animais como que os animais deixem de transportar turistas com mais de 80 quilos. Os burros também vão ter melhores condições dos estábulos, que terão de ter obrigatoriamente um espaço digno que lhes permita deitar-se, brincar e correr. Os animais devem ainda ter acesso a água 24 horas por dia e as rédeas devem ter pelo menos 30 centímetros para poderem mexer a cabeça e afugentarem as moscas. As novas regras estabelecem horários de trabalho rígidos – das 9h às 18h no outono e no inverno e das 8h30 e 21h30 na primavera e no verão com uma pausa para descanso antes das 17h e por turnos. SOs animais que trabalhem de manhã não poderão fazê-lo à tarde e vive-versa. Os burros só podem ingressar nesta atividade turística se tiverem mais de 3 anos.
O serviço funciona como um táxi: quando um deles termina a sua carreira, vai até ao final da fila para esperar novamente pela sua vez. Durante o verão, Páscoa e outras festividades, cada burro vai trabalhar três a quatro vezes por dia. No inverno, apenas uma vez por semana. O resto do tempo passa-o na sombra “esperando ou descansando nos estábulos próximos”.